# يورغن مولر (أستاذ جامعي)
يورغن مولر (بالألمانية: Jürgen Müller)‏ هو طبيب أعصاب ألماني، ولد في 5 مايو 1963 في فورتسبورغ في ألمانيا.